# Todos tratamos de aprender
Todos tratamos de aprender es el primer disco de estudio del grupo musical Rock/Pop-punk paraguayo Área 69. Fue puesto en el mercado en el año 2003; contiene doce temas. Fue grabado, mezclado y masterizado por Leo Saucedo en L.A. Estudios, Lambaré - Paraguay. De Todos tratamos de aprender se desprenden sencillos como Without You, Un mundo así y Cansado de esperar, que sería el que llevaría a Área 69 a mediados de 2003 a ocupar un espacio destacado en los medios masivos de prensa a nivel nacional.
- Producción ejecutiva: ÁREA 69.
- Producción artística: ÁREA 69.
- Diseño gráfico: Rodolfo Garay para errege design.
- Ilustración: Sergio Ferreira.

## Lista de canciones
| #   | Título                | Tiempo |
| --- | --------------------- | ------ |
| 1.  | «Intro»               | 0:21   |
| 2.  | «Un mundo así»        | 1:42   |
| 3.  | «Without You»         | 3:56   |
| 4.  | «Radio»               | 2:05   |
| 5.  | «My second ska»       | 2:46   |
| 6.  | «América»             | 3:42   |
| 7.  | «Where is my insulin» | 3:17   |
| 8.  | «Historia sin final»  | 3:46   |
| 9.  | «Hello world»         | 2:30   |
| 10. | «My girl»             | 2:47   |
| 11. | «All about bug»       | 3:13   |
| 12. | «My first ska»        | 2:07   |
| 13. | «Cansado de esperar»  | 4:09   |

- Datos: Q9088041